# Sevelen SG
| SG ist das Kürzel für den Kanton St. Gallen in der Schweiz. Es wird verwendet, um Verwechslungen mit anderen Einträgen des Namens Sevelen zu vermeiden. |

Sevelen ist eine politische Gemeinde und eine Ortschaft in der Region und im Wahlkreis Werdenberg im Kanton St. Gallen in der Schweiz.

## Geographie
Sevelen liegt im Rheintal westlich von Vaduz an der Grenze zu Liechtenstein. Die politische Gemeinde Sevelen umfasst neben dem gleichnamigen Dorf die Weiler Rans, Oberräfis, St. Ulrich, Välsli, Glaat am Rande der Rheinebene und die Einzelhöfe des Sevelerbergs am Osthang der Alvierkette.
Die Gemeinde liegt am Osthang der Alvierkette. Den höchsten Punkt erreicht sie auf dem 2383 m ü. M. hohen Fulfirst, dem Grenzpunkt zu Walenstadt. Im Tal erstreckt sich das Gemeindegebiet bis an den Rhein. Am Rhein liegt in der Fösera auch der tiefste Punkt der Gemeinde (451 m).
Im Norden grenzt Sevelen an Buchs und Grabs, im Westen an Walenstadt, im Süden an Wartau und im Osten an die liechtensteinischen Ortschaften Vaduz und Triesen.

## Geschichte

Luftbild von Walter Mittelholzer (1919)

In der Gemeinde wurden Zeugen aus der Horgener Kultur und bronzezeitliche Höhensiedlungen am Sevelerberg (Sonnenbühl, Geissberg, Dachsenboden) sowie römische Strassenspuren zwischen Oberschan und Sevelen gefunden. 1208 wurde der Ort als Seuellun erstmals erwähnt. Die auf dem Storchenbühl südöstlich der Kirche vom Churer Bischof Heinrich III. von Montfort um 1255 erbaute Burg Herrenberg wurde 1304 mit dem Hof Sevelen den Grafen von Werdenberg-Heiligenberg verpfändet, erhalten ist ein Mauerzahn. Mit der Grafschaft Werdenberg gelangte Sevelen 1517 an Glarus, deren Landvögte bis 1798 Gerichtshoheit und Kollatur innehatten. Sevelen wurde 1803 eine politische Gemeinde des Kantons St. Gallen und gehörte bis 1831 zum Bezirk Sargans, bis 2002 zum Bezirk Werdenberg.

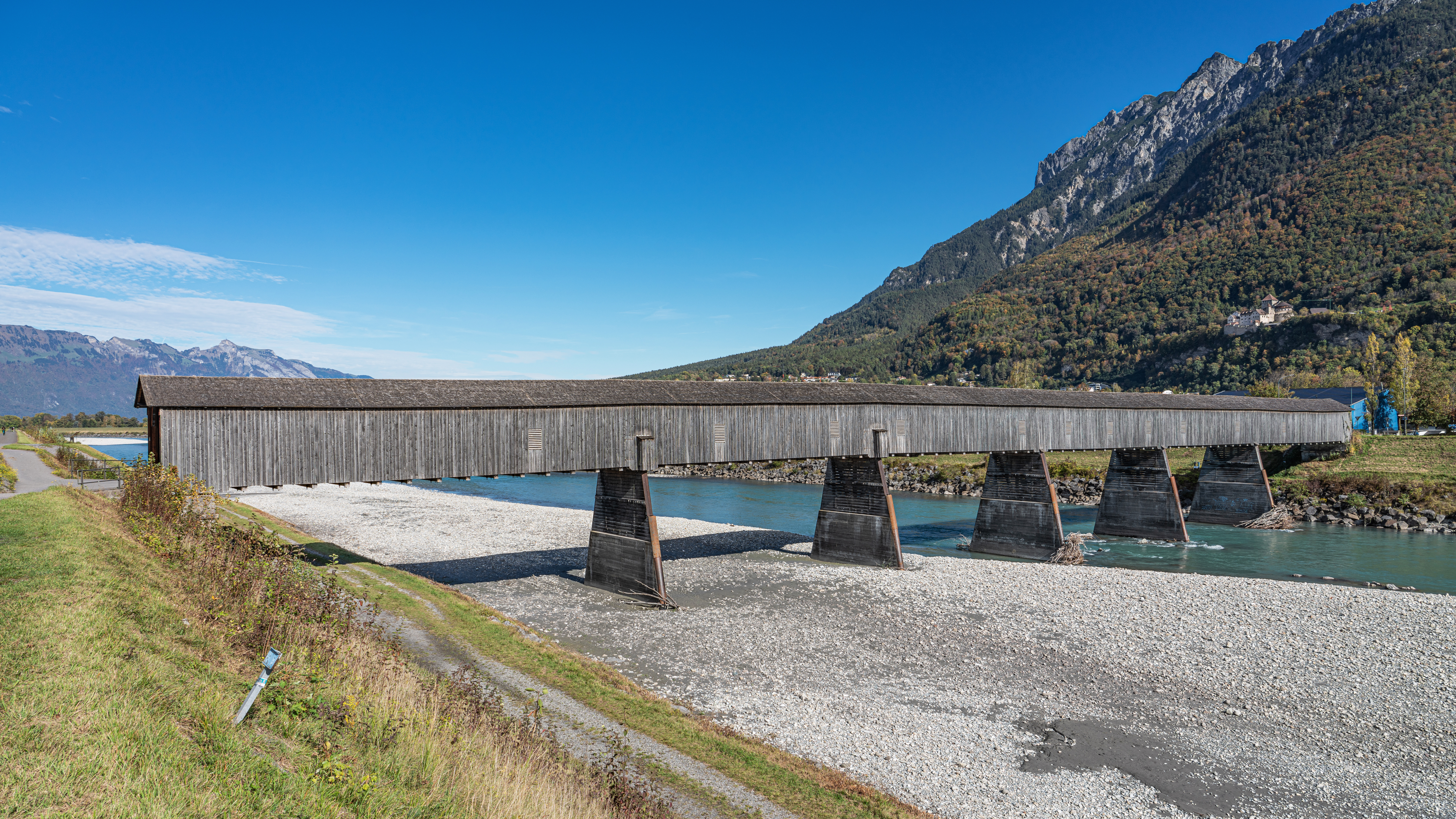
Rheinbrücke Sevelen–Vaduz

Vermutlich stand in Rans bereits im 9. Jahrhundert eine Kirche. 1235 wird erstmals ein Leutpriester in Sevelen erwähnt, das Patronatsrecht lag beim Churer Kloster St. Luzi. 1528/29 nahm Sevelen den reformierten Glauben an. Die gotische Kirche wurde 1892 beim Dorfbrand mit Ausnahme des Chors zerstört.
Bis ins 19. Jahrhundert herrschte Vieh- und Milchwirtschaft vor, wobei Hinweise auf Pferdezucht vorliegen. Nebengewerblich wurden Hanf und Flachs angebaut und verarbeitet. Sevelen erhielt 1858 einen Anschluss an die Bahnlinie Rorschach–Chur und 1870/71 durch die hölzerne, noch bestehende Rheinbrücke eine Verbindung nach Vaduz. Mit der Fabrik Honegger & Hardegger (1874), gefolgt von Lindsay, Thompson & Co. (1887), setzte der Aufschwung der Stickereiindustrie ein, daneben arbeiteten viele in der Heimstickerei. Infolge des raschen Zusammenbruchs der Stickerei nach 1921 wies Sevelen 1935 und 1936 die höchste Arbeitslosenquote im Kanton auf. Diese sank mit der Ansiedlung neuer Industriebetriebe wie die Temde-Leuchten 1933 und die Tuchfabrik 1936. 2005 stellte der zweite Wirtschaftssektor gegen 60 % der Arbeitsplätze in der Gemeinde. Melioration und Güterzusammenlegung haben seit den 1950er Jahren zur Aussiedlung der wenigen verbliebenen Bauernhöfe in die Rheinebene geführt; am Sevelerberg besteht weiterhin Vieh- und Milchwirtschaft mit Rinder- und Kuhalpen.

## Bevölkerung
| Jahr      | 1831  | 1850  | 1900  | 1930  | 1950  | 1980  | 1990  | 2000  | 2010  | 2019  |
| Einwohner | 1593  | 1585  | 1821  | 2052  | 2254  | 2839  | 3623  | 4253  | 4568  | 5112  |
| Quelle    | [ 5 ] | [ 5 ] | [ 5 ] | [ 5 ] | [ 5 ] | [ 5 ] | [ 5 ] | [ 5 ] | [ 6 ] | [ 6 ] |

## Sehenswürdigkeiten

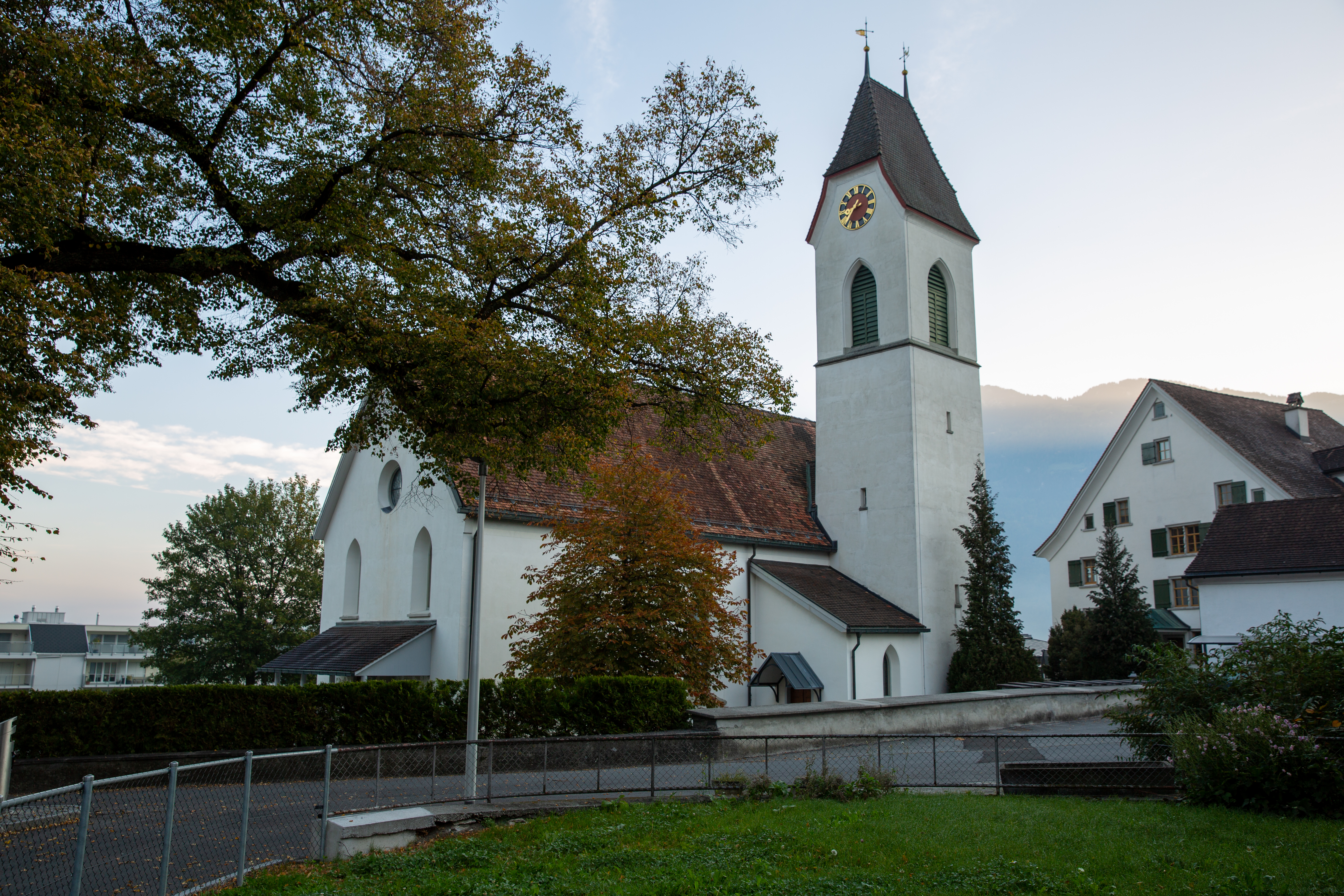
Reformierte Kirche

Unter Kulturgüterschutz stehen die reformierte Dorfkirche und die Alte Rheinbrücke Vaduz–Sevelen.

## Politik

### Gemeinderat
Der aus sieben Mitgliedern bestehende Gemeinderat bildet die Exekutive und wird für jeweils vier Jahre vom Volk gewählt.
Der Gemeindepräsident ist gleichzeitig Mitglied des Gemeinderates. Der Seveler Gemeinderat ist ab 1. Januar 2021 mit folgenden Personen besetzt (Stand nach den Wahlen vom 27. September 2020):
| Gemeinderat            | Partei    | Bereich                       |
| ---------------------- | --------- | ----------------------------- |
| Eduard Neuhaus         | parteilos | Gemeindepräsident             |
| Barbara Samu-Schneider | SP        | noch offen                    |
| Ursula Wunder Novotny  | parteilos | Energie und Umwelt            |
| Harald Müntener        | FDP       | noch offen                    |
| Petra Vetsch           | parteilos | Bildung und Schule            |
| Ruedi Kühne            | parteilos | Bevölkerungs- und Feuerschutz |
| Marc Spitz             | FDP       | noch offen                    |

### Schulrat
Der aus fünf Mitgliedern bestehende Schulrat wird für jeweils vier Jahre vom Volk gewählt.
Die Schulratspräsidentin ist gleichzeitig Mitglied des Schulrats. Der Seveler Schulrat ist ab 1. Januar 2021 mit folgenden Personen besetzt:
| Schulrat              | Partei    | Bereich              |
| --------------------- | --------- | -------------------- |
| Petra Vetsch          | parteilos | Schulratspräsidentin |
| Christian Langenegger | Parteilos | Vizepräsident        |
| Alex Schwendener      | Parteilos | Schulrat             |
| Michael Derungs       | SVP       | Schulrat             |
| Patrizia Büchler      | Parteilos | Schulrätin           |

### Kantonsrat
- Mirco Rossi (* 1983) vertritt seit 2012 Sevelen im St. Galler Kantonsrat und gehört zur Fraktion der SVP.

### Partnergemeinden
- Es besteht seit 1958 eine Partnerschaft mit Sevelen in Deutschland, einer ehemaligen Gemeinde, die seit 1969 Ortsteil der Gemeinde Issum ist.

## Wirtschaft
Weltweit tätige Unternehmen in Sevelen sind die Sarstedt AG, die Schoeller Textil AG, ElringKlinger AG und Autoneum.

## Persönlichkeiten
- Huldreich Sulzberger (1819–1888) war in der Evang. Kirchgemeinde Sevelen von 1866 bis 1882 als Pfarrer tätig und hat die Sulzberger-Chronik geschrieben
- Walter Baumgartner (1904–1997), Jazzmusiker und Komponist, geboren in Sevelen
- Buddha Scheidegger (1940–2020), Jazzpianist und Richter
- Alfred Schweizer (* 1941), Komponist, geboren in Sevelen
- Heidi Hanselmann (* 1961), Regierungsrätin, hat das Bürgerrecht von Sevelen
- Carmen Fenk (* 1978), Sängerin und Songwriterin, Gewinnerin der ersten MusicStar-Staffel
- Werner Hagmann, Historiker an der ETH Zürich